# Жанете Отесен
Жанете Отесен (дан. Jeanette Ottesen; рођена 30. децембра 1987. у Каненс Лингбију, Данска) данска је пливачица чија су специјалност углавном трке на 50 и 100 метара делфин стилом, али и трке на истим дужинама слободним стилом. Вишеструка је првакиња Данске и власница актуелног националног рекорда у дисциплини 100 слободно. 
Отесенова је једна од најуспешнијих данских пливачица свих времена, а 2011. године проглашена је за најбољег спортисту Данске. 
Највеће успехе у каријери остварила је на светским првенствима 2011. у Шангају и 2013. у Барселони где је освојила титуле светске првакиње у тркама на 100 слободно, односно на 50 метара делфин стилом. На Светском првенству 2015. у Казању освојила је две сребрне медаље у тркама на 50 и 100 метара делфин стилом. Вишеструка је европска и светска првакиња са првенстава у малим базенима. 
У три наврата је била део данске олимпијске репрезентације на Летњим олимпијским играма 2004. у Атини, 2008. у Пекингу и 2012. у Лондону.